# William Boog Leishman
Sir William Boog Leishman (AFI: /ˈliːʃmən/; Glasgow, 6 novembre 1865 – Londra, 2 giugno 1926) è stato un medico e generale scozzese; patologo, fu a capo dei servizi medici dell'esercito britannico dal 1923 al 1926.
Dopo gli studi alla Westminster School e all'Università di Glasgow entrò nel Royal Army Medical Corps. Svolse servizio in India, dove studiò il tifo addominale e la kala azar. Ritornò nel Regno Unito e fu assegnato al Victoria Hospital a Netley nel 1897. Nel 1900 fu nominato assistente professore di Patologia nella Scuola di medicina dell'esercito, e mise a punto un metodo di colorazione del sangue per la diagnosi di malaria e di altre parassitosi - una variante e semplificazione della preesistente colorazione di Romanowsky usando un composto di blu di metilene e di eosina, che divenne nota come "colorazione di Leishman".
Nel 1901, analizzando dei campioni di milza di un paziente morto di kala azar osservò corpuscoli ovali e pubblicò il ritrovamento nel 1903. Charles Donovan dell'Indian Medical Service trovò in maniera indipendente i medesimi corpuscoli in un altro paziente con kala azar, e oggi sono noti come "corpi di Leishman-Donovan", e sono riconosciuti come protozoi e agenti causali del kala azar, Leishmania donovani. Sinonimo per kala azar oggi è leishmaniosi.
Leishman inoltre contribuì a chiarire il ciclo vitale di Spirochaeta duttoni, che provoca la African tick fever, e con Almroth Wright contribuì a sviluppare una cura efficace contro il tifo.
Leishman è sepolto a Londra nel cimitero di Highgate.